# Challenger 3
El Challenger 3 (CR3) es un tanque de batalla principal británico planificado de tercera generación en desarrollo para el ejército británico. Será producido por la conversión de los tanques Challenger 2 existentes por la empresa conjunta británico-alemana Rheinmetall BAE Systems Land .
Las mejoras al Challenger 2 comenzaron en 2005 como el Programa de capacidad y mantenimiento (CSP) para mantener el Challenger 2 competitivo hasta la década de 2030. La falta de financiación significó que no fue hasta 2014 que el programa se reorganizó formalmente en el "Programa de extensión de vida Challenger 2" (LEP). En respuesta al programa LEP, se presentaron dos prototipos para su evaluación; uno de BAE Systems en 2018 y el otro de Rheinmetall en 2019. Más tarde ese año, BAE y Rheinmetall fusionaron sus operaciones británicas en Rheinmetall BAE Systems Land (RBSL), dejando efectivamente la propuesta de Rheinmetall como la única opción disponible sin reemplazar el Flota Challenger 2 con modelos no autóctonos.
El Challenger 3 tiene una torreta completamente nueva con un casco mejorado. El cambio más significativo del Challenger 2 al Challenger 3 es el reemplazo del armamento principal del Challenger de un cañón principal estriado L30A1 de 120 mm a un cañón de ánima lisa L55A1 de 120 mm (que a su vez es una versión mejorada del L55 instalado en el Leopard 2A6/A7) dando similitud con otros miembros de la OTAN. Es el primer tanque británico que no tiene un cañón principal estriado desde su creación.

## Historia
El Challenger 3 será el cuarto tanque con ese nombre, el primero fue Cruiser Mk VIII Challenger durante la Segunda Guerra Mundial, desarrollado a partir del chasis del Mk VIII Cromwell y armado con un Cañón QF de 17 libras. El segundo fue el Challenger 1 de la época de la Guerra del Golfo, que fue el Carro de combate principal (MBT) del ejército británico desde principios de los 80 hasta mediados de los 90, cuando fue sucedido por el Challenger 2, que entró en acción después de la Guerra de Irak de 2003.
En 2005, el Ministerio de Defensa reconoció la necesidad de un Programa de Sostenimiento de Capacidad (CSP en inglés) para extender la vida útil del Challenger 2 hasta mediados de la década de 2030 y mejorar su movilidad, letalidad y capacidad de supervivencia.Se planeó que el CSP estuviera completo en 2020 y combinaría todas las actualizaciones del CLIP (Programa de mejora de la letalidad del Challenger), incluida la instalación de un cañón de ánima lisa de 120 mm.En 2014, el programa CSP había sido reemplazado por el Programa de Extensión de Vida (LEP), que compartía un alcance similar de reemplazar componentes obsoletos y extender la vida útil del tanque de 2025 a 2035; sin embargo, el cañón de ánima lisa de 120 mm aparentemente había sido abandonado.
En 2015, el ejército británico proporcionó una visión del alcance de la LEP, dividiéndola en cuatro áreas claves, que son:
- Vigilancia y adquisición de objetivos: mejoras en la mira principal del comandante y la mira principal del artillero, así como el reemplazo de las miras térmicas de observación y artillería (TOGS) por imágenes térmicas de tercera generación.
- Sistema de control de armas: actualizaciones de la computadora de control de fuego, el panel de control de fuego y la unidad de procesamiento de armas.
- Movilidad: Actualizaciones que incluyen suspensión de hidrogás de tercera generación, filtración de aire mejorada, inyección de combustible, transmisión y enfriamiento de riel común CV-12.
- Arquitectura electrónica: actualizaciones de las manijas de control del artillero, arquitectura de distribución de video, interfaces compatibles con la arquitectura genérica del vehículo, mayor procesamiento a bordo e interfaz hombre-máquina mejorada.

El MOD también comenzó a evaluar los Sistema de protección activa (APS en inglés) en el Challenger 2, incluido MUSS y el sistema de oscurecimiento rápido ROSY de Rheinmetall.
En agosto de 2016, el Ministerio de Defensa adjudicó contratos de la fase de evaluación a varias empresas para el Programa de Extensión de Vida. Estos incluyeron Team Challenger 2 (un consorcio liderado por BAE Systems y que incluye a General Dynamics UK)CMI Defence y Ricardo PLC, Rheinmetall y Lockheed Martin UK En noviembre, el Ministerio de Defensa preseleccionó a dos equipos liderados por BAE Systems y Rheinmetall para competir por la LEP, cuyo valor se estimaba en 650 millones de libras (802 millones de dólares).
En octubre de 2018, BAE Systems presentó su demostrador de tecnología Challenger 2 LEP propuesto, el "Black Night".La torreta también recibió modificaciones para mejorar la velocidad de desplazamiento y proporcionar mayor espacio, así como frenado regenerativo para generar y almacenar energía. Otras mejoras incluyeron un sistema de advertencia láser y un sistema de protección activa. 
En enero de 2019, Rheinmetall dio a conocer su propuesta que incluía el desarrollo de una torreta completamente nueva con arquitectura electrónica totalmente digital, miras diurnas y nocturnas para el comandante y el artillero, y un cañón de ánima lisa Rheinmetall L55 de 120 mm Si bien es una mejora más sustancial que Black Night, la torreta se desarrolló por iniciativa de Rheinmetall y no fue financiada por el MOD del Reino Unido, ni formaba parte de los requisitos LEP del MOD.
En junio de 2019, BAE Systems y Rheinmetall formaron una empresa conjunta, con sede en el Reino Unido, denominada Rheinmetall BAE Systems Land (RBSL). A pesar de la fusión, todavía se esperaba que la empresa presentara dos propuestas separadas para el contrato LEP.En DSEI 2019, RBSL mostró por primera vez la propuesta de 120 mm.
En julio de 2020, Rheinmetall Defence mostró un vehículo de prueba sobre el chasis Challenger 2, con una torreta completamente nueva, un sistema de carga automática y un potente cañón de ánima lisa de 130 mm, el Rheinmetall  Rh-130 L51.El L/51 de 130 mm pesa 500 kilogramos más que los cañones L/44 o L/55 de 120 mm existentes y requeriría una torreta más grande para funcionar en el Challenger 3.
En octubre de 2020, el MOD se opuso a comprar un nuevo tanque de batalla principal en el extranjero en lugar de perseguir el Challenger 2 LEP, afirmando que un Challenger 2 mejorado sería "comparable, y en ciertas áreas superior, a un Leopard 2 o M1 Abrams." 
La gestión del C2 LEP fue duramente criticada por el Comité Selecto de Defensa el 15 de marzo de 2021. Lo dijeron en un informe titulado "Obsolescencia y superado en armas: la capacidad de los vehículos blindados del ejército británico".que "A pesar de haber gastado alrededor del 50% del presupuesto asignado (800 millones de libras), el programa aún tiene que firmar un contrato de fabricación. El programa tiene una fecha de entrada en servicio actual de 2024 (originalmente planificada para 2017) y cuesta alrededor de 227 millones de libras. Después de una década de esfuerzos, este abyecto fracaso a la hora de cubrir tanto los costes (con un excedente que ahora asciende a más de un cuarto de billón de libras de dinero público) como el cronograma (la DSI tiene siete años de retraso) es claramente totalmente inaceptable. , es sintomático de la gestión extremadamente débil de los programas de equipamiento del Ejército, tanto por parte de Equipo y Apoyo de Defensa como por la propia Junta del Ejército, en los últimos años." 
El 22 de marzo de 2021, Ben Wallace presentó al Parlamento el documento de mando, Defence in a Competitive Age, que confirmaba los planes del ejército británico de actualizar 148 tanques Challenger 2 por "alrededor de 1,3 mil millones de libras" y designarlos Challenger 3.El Ministerio de Defensa confirmó que se había firmado el contrato con RBSL, valorado en 800 millones de libras esterlinas (mil millones de dólares estadounidenses), el 7 de mayo de 2021. Se había aceptado la propuesta de actualización más amplia de Rheinmetall, incluido el nuevo cañón de ánima lisa de 120 mm. Se espera que la capacidad operativa inicial de los tanques mejorados sea para 2027, y se espera que la capacidad operativa plena se declare para 2030.
En enero de 2024, RBSL completo el primer prototipo de preproducción de los 8 previstos tras 9 meses de trabajo,  el resto de prototipos siguen en distintos estados de fabricación